# 陰市穴
陰市穴是属于足陽明胃經的腧穴。

## 釋名
「陰」指陰陽之陰，指寒症；市為集市、集聚之意，陰市穴能疏散膝部寒邪。

## 定位
在髂前上棘與髕骨外緣連線上，髕骨外緣上3寸，仰臥位微屈膝取穴。
解剖：在骨直肌和股外側肌之間，有旋股外側動脈降支，部有股前皮神經、股外側皮神經。

## 主治
腰及大腿發涼如坐水中、下肢麻痺不仁、腳氣、疝氣、小腹脹滿疼痛、消渴。膝痛、腰痛、下肢屈伸不利等。

## 配伍
配胃俞、環跳、髀關、足三里、三陰交治下肢麻痺、癱瘓。

## 操作
直刺1～1.5寸；可灸。